# Sebastián Ortega
Sebastian Ortega, nascido em 14 de agosto de 1973 na cidade de Buenos Aires, Argentina é um produtor bem sucedido, é um processo separado e divórcio no modelo completo com Guillermina Valdes, com quem tem três filhos. Em 2006, ele decidiu criar a sua própria empresa de produção de conteúdo de mídia de televisão chamado Underground contenidos. Sebastian, o filho do cantor Palito Ortega e Evangelina Salazar.

## Telenovelas
- El hacker (2001)
- EnAmorArte (2001)
- Tumberos (2002)
- La playa (2002)
- Ser urbano (2003)
- Costumbres Argentinas (2003)
- Sol negro (2003)
- Disputas (2003)
- Los Roldán (2004-2005)
- Sangre fría (2004)
- Criminal (2005)
- Forenses, cuerpos que hablan (2005)
- Amo de casa (2006)
- El tiempo no para (2006)
- Gladiadores de Pompeya (2006)
- Travesía Chubut (2007)
- Lalola (2007-2008)
- Los exitosos Pells (2008-2009)
- Botineras (2009-2010)
- Un año para recordar (2011)
- Graduados (2012)
- Los vecinos en guerra (2013-2014)
- La celebración (2014)
- Viudas e hijos del Rock & Roll (2014-2015)
- Educando a Nina (2016)
- El marginal (2016)
- Fanny, la fan (2017)
- 100 días para enamorarse (2018)